# Kondapalli-Fort

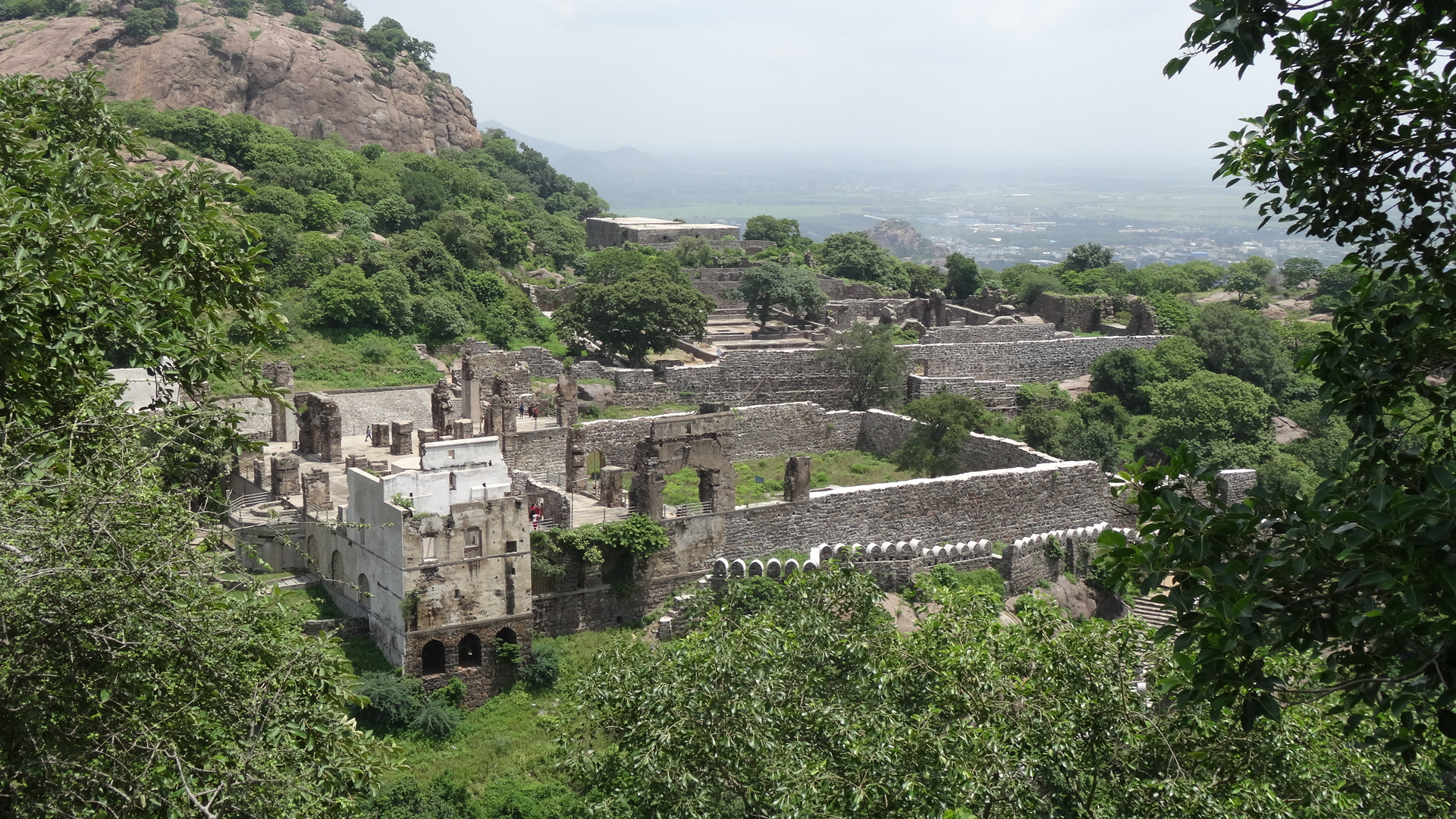
Kondapalli-Fort

Das Kondapalli-Fort bei der südindischen Millionenstadt Vijayawada ist eine mauerumgebene Festungs- bzw. Palastruine des 14. Jahrhunderts.

## Lage
Das Kondapalli-Fort liegt am Südostrand der gleichnamigen bewaldeten Hügelkette in einer Höhe von ca. 300 m bei der etwa 40.000 Einwohner zählenden Stadt Kondapalli. Die historisch bedeutsame Stadt Vijayawada befindet sich etwa 27 km (Fahrtstrecke) südöstlich.

## Geschichte

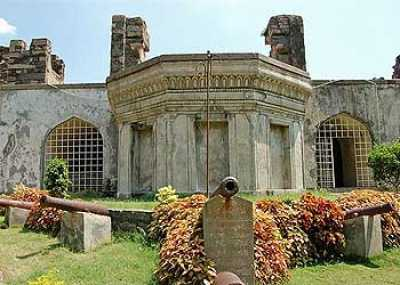
Kondapalli-Fort – Gartenterrasse

Im Jahr 1323 war die seit über 100 Jahren in der Region herrschende Kakatiya-Dynastie durch den Selbstmord ihres letzten Herrschers Prataparudra II. erloschen. Zwei Jahre später begründete Prolaya Vema Reddy (reg. 1325–1363), die bis 1448 existierenden Reddy-Dynastie. Wahrscheinlich waren er und/oder sein Nachfolger Anna Vema Reddy (reg. 1464–1386) die Erbauer des Kondapalli-Forts; in späterer Zeit fanden noch Ergänzungen statt. In den 1470er Jahren kam das Fort für etwa ein Jahrzehnt unter die Kontrolle des Bahmani-Sultanats; danach gehörte es zeitweise zum Vijayanagar-Reich und ab dem Jahr 1531 zum Qutb-Schāhī-Sultanat, dessen Hauptstädte Golkonda und später Hyderabad waren. Im 17. Jahrhundert übernahm das Mogulreich die Oberherrschaft über das Gebiet; nach dessen Ende übten die Nizams von Hyderabad bis zur Machtübernahme der Briten die Herrschaft aus.

## Architektur
Die gesamte Fort- oder Palastanlage ist von einem dreitorigen rechteckigen Mauergeviert umgeben. Sie wurde niemals zerstört und noch von den Briten als Gefängnis und als Friedhof genutzt. Die Trinkwasserversorgung erfolgte über mehrere offene Becken.